# Phanocloidea redtenbacheri
Phanocloidea redtenbacheri är en insektsart som först beskrevs av Brock 1998.  Phanocloidea redtenbacheri ingår i släktet Phanocloidea och familjen Diapheromeridae. Inga underarter finns listade i Catalogue of Life.